# Sidney Swann

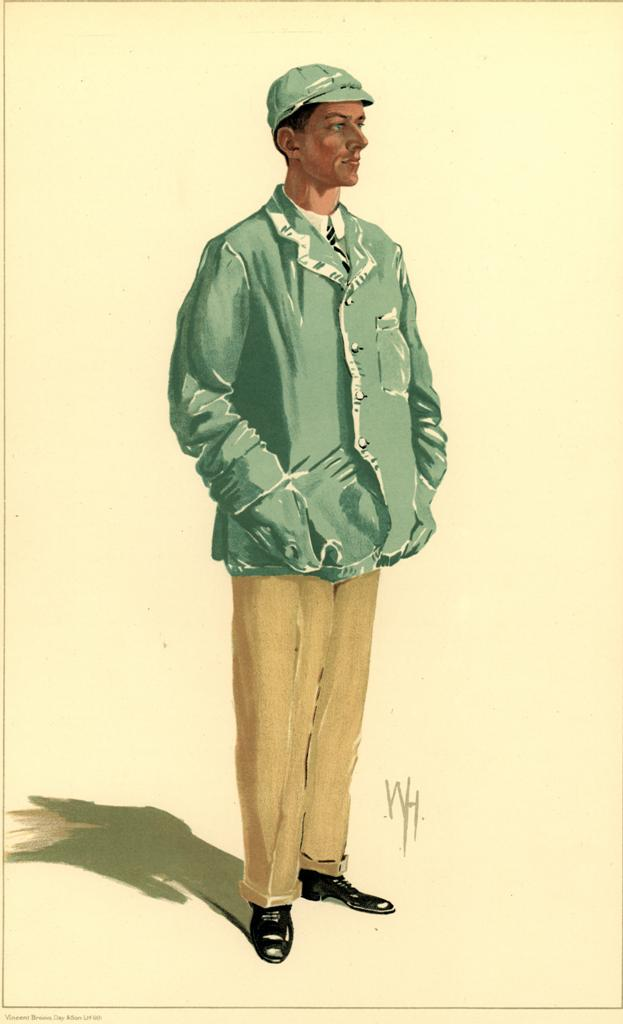
Sidney Swann, Zeichnung von Wallace Hester (1912)

Sidney Ernest Swann (* 24. Juni 1890 in Sulby, Isle of Man; † 19. September 1976 in Minehead) war ein britischer Ruderer, der zwei olympische Medaillen gewann.
Nach dem Besuch der Rugby School wechselte Sidney Swann nach Cambridge aufs Trinity College. Als Ruderer nahm er von 1911 bis 1913 dreimal mit Cambridge am Boat Race teil, unterlag aber jeweils gegen Oxford. Swann war auch Mitglied des Leander Club und gehörte zu dem Achter, den der Verein zu den Olympischen Spielen 1912 nach Stockholm entsandte. Der Achter des Leander Clubs gewann in der Vorrunde gegen den Achter der Toronto Argonauts und im Viertelfinale gegen den Sydney Rowing Club. Nach dem Halbfinalsieg über den Achter des Berliner Ruderverein von 1876 traf das Boot des Leander Club im Finale auf das Boot vom New College aus Oxford und gewann mit dreieinhalb Sekunden Vorsprung. Im Finale war Swann der einzige Vertreter aus Cambridge neben 17 Angehörigen der Universität Oxford. Bei den Olympischen Spielen 1920 in Antwerpen erreichte Swann mit dem Achter des Leander Club erneut das olympische Finale, unterlag diesmal aber um 0,8 Sekunden gegen den Achter aus den Vereinigten Staaten. 
Swann stammte aus einer Familie von Ruderern, sein Vater hatte ebenfalls dreimal am Boat Race teilgenommen. 1913 und 1914 siegte Sidney Swann zusammen mit seinem Bruder Arthur Swann im Zweier ohne Steuermann bei der Henley Royal Regatta. Ebenfalls einer Familientradition folgend schlug Sidney Swann eine Priester-Laufbahn in der Church of England ein. Von 1926 bis 1933 war er in Afrika tätig. 1941 wurde er Hofkaplan von König Georg VI.